# Herthainsel
Herthainsel är en kulle i Antarktis. Den ligger i Västantarktis. Argentina, Chile och Storbritannien gör anspråk på området. Toppen på Herthainsel är 15 meter över havet.
Terrängen runt Herthainsel är mycket platt.  Trakten är obefolkad. Det finns inga samhällen i närheten.